# Последний рекрут
Последний рекрут (англ. The Last Recruit) — тринадцатая серия шестого сезона и сто шестнадцатая серия в общем счёте телесериала «Остаться в живых». Премьера в США состоялась 20 апреля 2010 года на канале ABC.

## Сюжет

### Альтернативная реальность
Джона Локка везут в больницу, после того, как его сбил Десмонд Хьюм в серии «Все любят Хьюго». Сун Квон оказалась там же, и как только она увидела Локка, она его "вспомнила" и очень испугалась. В полицейском участке Джеймс Форд допрашивает Кейт Остин. Кейт намекает Форду, что поняла, почему он не арестовал её в аэропорту — он не хотел, чтобы кто-нибудь узнал, что он был в Австралии. Майлз Стром рассказывает Джеймсу о массовом убийстве в ресторане — убит Мартин Кими и его банда. Майлз показывает Форду запись с камеры наблюдения, на которой видно выходящего Саида. Десмонд встречается с Клер Литтлтон, когда она идёт решать вопросы усыновления. Вспомнив друг друга по встрече в аэропорту, Десмонд убедил Клер познакомиться со своим адвокатом, ради благополучия ребёнка, пообещав, что это будет абсолютно бесплатно. Когда адвокат (Илана Верданская) пришла, она сказала, что они сами разыскивают Клер. Туда поднялся Джек Шепард вместе со своим сыном и узнал, что Клер — это его единокровная сестра, которая была также указана в завещании их отца. Джека срочно вызвали в больницу, и он предложил перенести встречу. Саид пришёл в дом к Надье за своими вещами, чтобы попытаться скрыться, но его задержали Джеймс и Майлз. Когда Сун очнулась, Джин успокоил её, сказав, что с их ребёнком всё хорошо. Во время подготовки операции Джек узнаёт Локка.

### Остров
Человек в чёрном просит Джека поговорить с ним наедине. Он признается, что это он был в обличье отца Джека, со времени их прибытия на Остров. В разговор вмешивается Клер, и Человек в чёрном оставляет их вдвоём, так как им есть о чём поговорить. Через некоторое время приходит Зоуи, и требует вернуть Дезмонда. Если этого не произойдёт, она угрожает разнести лагерь ракетами. Для демонстрации она приказывает взорвать одну неподалёку. Человек в чёрном даёт Сойеру карту к лодке, и просит ждать его там, пока он подойдёт с остальными. Но это не входило в планы Сойера. Он решил предать Человека в чёрном, так как у него была сделка с Чарльзом Уидмором. Джеймс говорит Джеку, чтобы тот взял с собой Хёрли, Лапидуса и Сун, отстал от Локка и встретился с ним в другой точке, где они с Кейт будут ждать их. Человек в чёрном просит Саида убить Десмонда, если тот всё ещё хочет вернуть Надью. Саид отправляется к колодцу, на дне которого сидел Десмонд. Он рассказал Хьюму, что Человек в чёрном обещал вернуть к жизни женщину, которая умерла у него на руках. И он верит в это, потому что тому удалось оживить самого Саида. Пока группа Человека в чёрном шла на место, в котором их предположительно должен был ждать Сойер, Человек в чёрном обнаружил Саида, который подтвердил, что убил Десмонда. Джек вместе со всеми, кого назвал Сойер, пытается удрать, но их замечает Клер, которая следует за ними. Как только они подошли к лодке, Клер взяла их на прицел, и потребовала объяснений. Однако Кейт убеждает её присоединиться к ним. После отплытия Джек говорит Сойеру, что, если они покинут Остров, это будет большой ошибкой, и прыгает за борт. Приплыв обратно на берег, он видит Человека в чёрном, который ждал его со своей группой. На острове «Гидра» Сун воссоединяется с Джином, и к ней возвращается способность говорить по-английски. Однако Уидмор, в свою очередь, предаёт Сойера и отправляет всю его группу в клетки. Следом он приказывает открыть огонь по главному Острову, чтобы попытаться убить Человека в Чёрном. Во время взрывов Джека контузило, но Человек в Чёрном спас его, унеся в джунгли. Он сказал, чтобы Джек больше не беспокоился, так как теперь он вместе с ним.